# Communauté d'universités et établissements Lille-Nord-de-France
Pour un article plus général, voir Université de Lille.
La communauté d'universités et établissements Lille-Nord-de-France (souvent abrégée en COMUE LNF et anciennement Université Lille-Nord-de-France) était un regroupement d’établissements d’enseignement supérieur et de recherche des Hauts-de-France basé autour du 3e pôle étudiant de France que représente Lille. Elle comprenait un Collège doctoral européen. Avec près de 115 000 étudiants, il s'agissait d'une des plus grandes COMUE de France. L'université de Lille, avec près de 70 000 étudiants, en était la principale composante.
Elle est dissoute le 31 décembre 2019, l'université de Lille reprend alors ses compétences et personnels.

## Histoire

### 1992-2009: Pôle universitaire Lille-Nord Pas-de-Calais
Les universités de Lille et leurs trois consœurs du Nord de la France maintiennent des liens entre elles en coopérant au sein du pôle universitaire Lille-Nord-Pas-de-Calais créé en 1992.

### 2009-2015: PRES Université Lille-Nord-de-France

Ancien logo du PRES Université Lille-Nord-de-France

La loi de programme pour la recherche de 2006 permet aux établissements de se regrouper sous la forme d’un pôle de recherche et d'enseignement supérieur (PRES). Ainsi le PRES Université Lille-Nord-de-France (statut d’établissement public de coopération scientifique) est créé en 2009. Il regroupe les six universités, l’école centrale de Lille et l’école des mines de Douai. Il est présidé par le professeur Christian Sergheraert, également président de l'université Lille-II à l'époque.
En 2012, la nécessité d'une réorganisation du schéma régional de l'enseignement supérieur et de la recherche se fait jour. Le PRES, au cœur du dispositif, entame alors sa refondation en nommant successivement deux administrateurs provisoires (C. Morzewski en 2012, puis P. Rollet en 2013). L'objectif est de resserrer le PRES autour des six universités publiques de la région et de renforcer les liens entre les différents réseaux (enseignement, recherche, territoires, partenaires),.
En mars 2013, l'université Lille-Nord-de-France franchit une nouvelle étape dans sa refondation en annonçant que l'école supérieure du professorat et de l'éducation (ESPE) régionale sera créée sous la forme d'un établissement à part entière, placé sous l'autorité directe du PRES reconfiguré (l'IUFM était auparavant dépendant de l'université d'Artois).

### 2015-2019: Communauté d'universités et établissements Lille-Nord-de-France
La loi relative à l'enseignement supérieur et à la recherche de 2013 supprime les PRES et instaure les communautés d’universités et établissements (COMUE). Le PRES devient la Communauté d’universités et établissements Lille Nord de France (statut d’établissement public à caractère scientifique, culturel et professionnel), dont les statuts entrent en vigueur le 1er septembre 2015.
Finalement, dans le cadre de la réunification des trois universités de Lille I, II et III au sein de l'Université de Lille, et de l'I-Site Université Lille Nord-Europe - ULNE, il est voté en 2019 la dissolution de la COMUE Lille Nord-de-France. Elle entre en vigueur le 31 décembre 2019, l'Université de Lille reprend alors les compétences et personnels de la COMUE.

## Composantes

### Présidents
- 2009-2012 : Christian Sergheraert, président de l'université Lille-Nord-de-France
- 2012-2012 : Christian Morzewski, administrateur provisoire du PRES université Lille-Nord-de-France (de mars à décembre)
- 2013-2016 : Philippe Rollet, administrateur provisoire du PRES université Lille-Nord-de-France[5]
- 2016-2019 : Mohamed Ourak, président de la communauté d'universités et établissements Lille-Nord-de-France

### Membres
La COMUE Lille-Nord-de-France regroupait les établissements suivants :
- Université de Lille  (principale composante)
- Université d'Artois
- Université du Littoral
- Université polytechnique des Hauts-de-France
- Institut Mines-Télécom Lille-Douai (IMT)
- École centrale de Lille
- Université catholique de Lille
- Centre national de la recherche scientifique (CNRS)
- Institut national de recherche en informatique et en automatique (INRIA)

Plusieurs institutions étaient membres associés de la COMUE :
- SKEMA Business School
- Centre hospitalier universitaire de Lille (CHU de Lille)
- Institut national de la santé et de la recherche médicale (INSERM Lille)
- École nationale supérieure des arts et industries textiles (ENSAIT)
- École nationale supérieure d'architecture et de paysage de Lille (ENSAPL)
- École nationale supérieure de chimie de Lille (ENSCL)
- École nationale supérieure d'arts et métiers (Campus de Lille)
- École supérieure de journalisme de Lille (ESJ Lille)
- École supérieure du professorat et de l'éducation (ESPE Lille)
- École supérieure d'art Dunkerque-Tourcoing (ESA)
- École supérieure musique et danse Hauts-de-France Lille (ESMD)
- Institut d'études politiques de Lille (Sciences Po Lille)
- Institut national de recherche sur les transports et leur sécurité (IFSTTAR)
- Institut national de la recherche agronomique (INRA)
- Institut Pasteur de Lille (IPL)
- Institut français de recherche pour l'exploitation de la mer (IFREMER)
- Institut national de recherche sur les transports et leur sécurité (INRETS Villeneuve-d'Ascq)
- Office national d'études et de recherches aérospatiales-Institut de mécanique des fluides de Lille (ONERA Lille)
- Les universités belges et leurs équipes de recherche près le FNRS

La COMUE-Lille-Nord-de-France participait aux pôles de compétitivité français :
- Pôle de compétitivité Industrie du commerce (PICOM)
- Pôle de compétitivité Industrie des transports (i-TRANS)
- Pôle de compétitivité Maîtrise énergétique des entraînements électriques (MEDEE)
- Pôle de compétitivité Aquimer
- Pôle de compétitivité Matériaux et Applications pour une Utilisation Durable (MAUD)
- Pôle de compétitivité Nutrition Santé Longévité (NSL) (Eurasanté)
- Pôle de compétitivité Technologies de l’Environnement Appliquées au Matières et aux Matériaux (TEAM2)
- Pôle de compétitivité Textiles innovants (UP-TEX)

### Collège doctoral européen
Sous la signature de la COMUE Lille-Nord-de-France, six écoles doctorales étaient incluses dans le périmètre de la COMUE, avec 3 000 étudiants inscrits en thèse de doctorat au sein de 139 laboratoires de recherche (139 unités de recherche - 51 unités mixtes de recherche, associées aux organismes de recherche CNRS, INRIA Lille, INRETS Lille, INSERM Lille, ONERA Lille), formant un collège doctoral européen (CDE). Celui-ci est repris par l'Université de Lille lors de la dissolution de la COMUE en 2019.
- SPI - École doctorale des sciences de l'ingénieur soutenue par 22 laboratoires de recherche
- SMRE - École doctorale des sciences de la matière, du Rayonnement et de l'environnement soutenue par 26 laboratoires de recherche
- BSL - École doctorale Biologie-Santé appuyée par 47 laboratoires de recherche
- SESAM - École doctorale en sciences économiques, sociales, de planification, de gestion appuyée par 11 laboratoires de recherche
- SHS - École doctorale en sciences humaines et sociales appuyée par 19 laboratoires de recherche
- SJPG École doctorale de droit, gestion, sciences politiques appuyée par 14 laboratoires de recherches

### Instituts

#### Institut de recherche technologique Railenium
La COMUE Lille-Nord-de-France et le pôle de compétitivité à vocation mondiale i-Trans sont les porteurs de l'Institut de recherche technologique Railenium qui soutient la filière ferroviaire. « il mettra à disposition des équipements et des plateformes de recherche
uniques en Europe : boucle d’essais ferroviaire de 5 km, piste d’essais tramway,
manège de fatigue, bancs d’essais dynamiques, pôle tertiaire, ainsi qu’un campus
d’excellence qui seront implantés à Valenciennes et Aulnoye-Bachant pour le site
principal et Villeneuve d’Ascq pour le site secondaire. ». Avec un budget de 550 millions d'euros d'investissement, il est en partie financé par le programme d'investissement d'avenir du grand emprunt de la France en 2010.
Membres de Railenium
- Organismes de recherche et de formation, membres de la COMUE Lille Nord de France : Université de Lille, École centrale de Lille, École des mines de Douai, IFSTTAR, Université d’Artois, Université de Valenciennes, ainsi que l'Université de technologie de Compiègne
- Industriels membres : Réseau Ferré de France (RFF), Alstom, Ansaldo STS, Bouygues TP, Colas Rail, Egis Rail, ESI group, Eurotunnel, GHH Valdunes, I-TRANS, MER MEC France, Norpac, SATEBA, SETEC, SNCF, Tata Steel, Thales 3S, Vossloh-COGIFER
- Collectivités membres de Railenium : Conseil régional du Nord-Pas-de-Calais, Conseil général du Nord, Communauté d'agglomération de Valenciennes Métropole, Communauté d'agglomération Maubeuge Val de Sambre, Lille Métropole Communauté urbaine

#### Institut lillois pour la médecine personnalisée Neximed
L'Institut lillois pour la médecine personnalisée est une fondation de coopération scientifique soutenue par la COMUE Lille-Nord-de-France et le pôle de compétitivité Nutrition Santé Longévité.
Il s'inscrit dans la continuité du Pôle Médecine personnalisée de Nouvelle Génération de l'initiative d'excellence présentée par la COMUE Lille-Nord-de-France, et impliquant des équipes de recherche de l'Université de Lille, du CNRS, de l'INSERM et de l'INRIA Lille Nord Europe, l'Institut Pasteur de Lille, le Centre hospitalier régional universitaire de Lille, l'École centrale de Lille.

#### Institut français des matériaux agro-sourcés
« Le projet d'IEED (institut d'excellence dans le domaine des énergies décarbonées) de la COMUE Lille-Nord-de-France, a pour ambition de développer dans la région une nouvelle
filière allant des plantes aux plastiques végétaux. Dans un premier temps, le projet sera axé
sur la valorisation de l'amidon. Il repose sur la création de l'IFMAS (Institut français des matériaux agro-sourcés). L'objectif
de cet institut est de développer les solutions technologiques en matière de production et
d'usage des plastiques végétaux. »
Le projet associe l'Institut des molécules et de la matière condensée de Lille (Fédération Chevreul), les pôles de compétitivité Maud (Matériaux et applications pour une utilisation durable) et Team2 (Technologies de l'environnement appliquées aux matières et matériaux), ainsi que des industriels tels que Roquette, Florimond-Desprez et Mäder.
L'institut français des matériaux agro-sourcés a été labellisé « institut d'excellence sur les énergies décarbonées » en mars 2012.

### SATT Nord-de-France
La COMUE Lille-Nord-de-France a remporté en décembre 2011, dans le cadre du programme d'investissements d'avenir, un appel à projets visant à la création d'une Société d'accélération du transfert de technologies (SATT Nord-de-France). Ce projet, mené en collaboration avec les universités de Picardie et de Reims, a été officiellement lancé le 25 juillet 2012 par la tenue de son assemblée générale constitutive, immédiatement suivie de son premier conseil d'administration. La société au statut de société par actions simplifiée a Richard Borgi pour PDG. Elle est détenue à 42 % par la COMUE Lille-Nord-de-France, à 8 % par l'Université de Picardie Jules-Verne, à 8 % par l'Université de Reims Champagne-Ardenne, à 8 % par le CNRS et à 33 % par l’État à travers la Caisse des Dépôts.

### Textes réglementaires
- Décret no 2009-33 du 9 janvier 2009 portant création de l'établissement public de coopération scientifique « Université Lille-Nord-de-France »
- Décret no 2015-1064 du 26 août 2015 portant approbation des statuts de la communauté d'universités et établissements « Lille-Nord-de-France »
- Notices d'autorité :   - VIAF
  - ISNI
  - IdRef